# Listă de filme cu Hercule

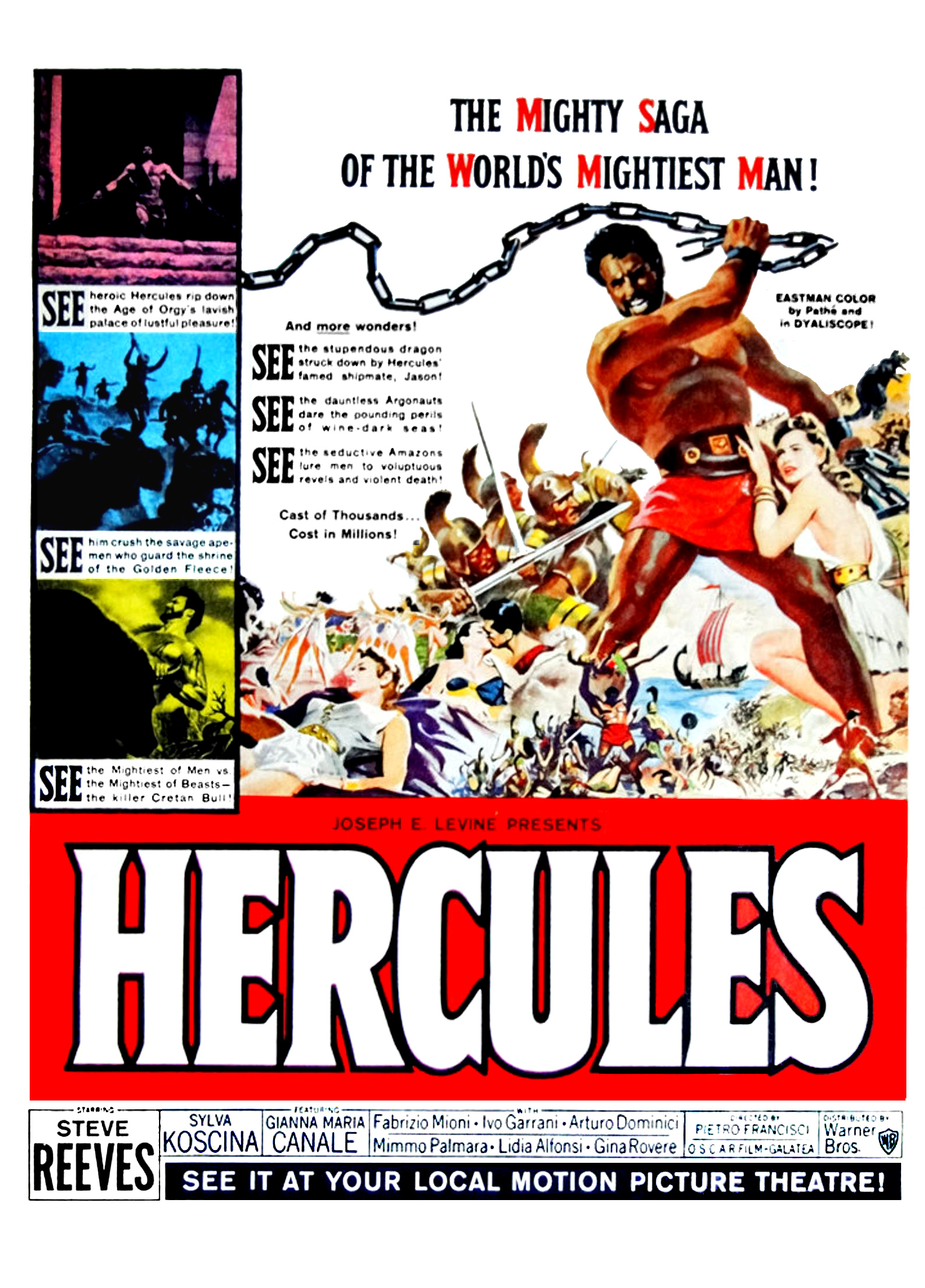
Reclamă dintr-o revistă la filmul Hercule din 1958

Acesta este o listă de filme cu eroul grec Hercule. De-a lungul anilor 1950 și 1960, o serie de filme cu Hercule  a fost produsă în Italia.

## Listă de filme
| Film                                                                      | An   | Actor                 | Note                                                                        |
| ------------------------------------------------------------------------- | ---- | --------------------- | --------------------------------------------------------------------------- |
| Hercules                                                                  | 1997 | Tate Donovan (voce)   | Animație produsă de Walt Disney Pictures                                    |
| Hercules                                                                  | 2014 | Dwayne Johnson        |                                                                             |
| Hercules and Xena – The Animated Movie: The Battle for Mount Olympus      | 1998 | Kevin Sorbo (voce)    | [ 1 ]                                                                       |
| Hercule și amazoanele (Hercules and the Amazon Women)                     | 1994 | Kevin Sorbo           | Film TV produs de Universal Television                                      |
| Hercule și regatul dispărut (Hercules and the Lost Kingdom)               | 1994 | Kevin Sorbo           | Film TV produs de Universal Television                                      |
| Hercule si cercul de foc (Hercules and the Circle of Fire)                | 1994 | Kevin Sorbo           | Film TV produs de Universal Television                                      |
| Hercule în Infern (Hercules in the Underworld)                            | 1994 | Kevin Sorbo           | Film TV produs de Universal Television                                      |
| Hercule în labirintul minotaurului (Hercules in the Maze of the Minotaur) | 1994 | Kevin Sorbo           | Film TV produs de Universal Television                                      |
| Hercule la New York (Hercules in New York)                                | 1969 | Arnold Schwarzenegger | Cunoscut și ca Hercules: The Movie sau Hercules Goes Bananas                |
| Hercules Reborn                                                           | 2014 | John Morrison         | Film direct-pe-video produs de The Asylum                                   |
| Hercules: Zero to Hero                                                    | 1999 | Tate Donovan (voice)  | Film direct-pe-video produs de Walt Disney Television Animation             |
| The Legend of Hercules                                                    | 2014 | Kellan Lutz           | Cunoscut și ca Hercules: The Legend Begins                                  |
| Little Hercules in 3-D                                                    | 2009 | Richard Sandrak       | [ 2 ]                                                                       |
| The Three Stooges Meet Hercules                                           | 1962 | Samson Burke          | [ 2 ]                                                                       |
| The Warrior's Husband                                                     | 1933 | Tiny Sandford         | parodie adaptată după o piesă de teatru, în care Hercule este un laș        |
| Aventurile tânărului Hercule (Young Hercules)                             | 1998 | Ian_Bohen             | Film direct-pe-video prequel al serialului Hercules:_The_Legendary_Journeys |

### Producții italiene
| Film                                    | An   | Actor           | Note |
| --------------------------------------- | ---- | --------------- | --- |
| Le avventure dell'incredibile Ercole    | 1985 | Lou Ferrigno    | Cunoscut și ca Hercules II                                                                                             |
| Le fatiche di Ercole                    | 1957 | Steve Reeves    | [ 1 ] |
| Hercules                                | 1983 | Lou Ferrigno    | [ 2 ] |
| Ercole contro Moloch                    | 1963 | Gordon Scott    | Cunoscut și ca The Conquest of Mycenae sau Hercules Attacks                                                            |
| Ercole contro Roma                      | 1964 | Alan Steel      | [ 1 ] |
| Hercules Against the Barbarians         | 1964 | Mark Forest     | Cunoscut și ca Hercules Against the Mongols                                                                            |
| Hercules Against the Moon Men           | 1964 | Alan Steel      | [ 1 ] [ 2 ] |
| Hercules Against the Sons of the Sun    | 1964 | Mark Forest     | [ 1 ] |
| Hercules Against the Tyrants of Babylon | 1964 | Rock Stevens    | Cunoscut și ca Hercules and the Tyrants of Babylon                                                                     |
| Hercules and the Conquest of Atlantis   | 1961 | Reg Park        | Cunoscut și ca Hercules and the Captive Women, Hercules at the Conquest of Atlantis sau Hercules and the Haunted Women |
| Hercules and the Masked Rider           | 1960 | Alan Steel      | [ 1 ] |
| Hercules and the Princess of Troy       | 1965 | Gordon Scott    | [ 1 ] |
| Hercules and the Queen of Lydia         | 1959 | Steve Reeves    | Cunoscut și ca Hercules Unchained                                                                                      |
| Hercules and the Ten Avengers           | 1964 | Dan Vadis       | Cunoscut și ca Hercules vs. The Giant Warriors sau The Triumph of Hercules                                             |
| Hercules and the Treasure of the Incas  | 1960 | Alan Steel      | Cunoscut și ca Lost Treasure of the Aztecs                                                                             |
| Hercules at the Center of the Earth     | 1961 | Reg Park        | Cunoscut și ca Hercules in the Haunted World and Hercules vs. the Vampires                                             |
| Hercules in the Vale of Woe             | 1962 | Kirk Morris     | Cunoscut și ca Maciste Against Hercules in the Vale of Woe                                                             |
| Hercules of the Desert                  | 1963 | Kirk Morris     | Cunoscut și ca Desert Raiders                                                                                          |
| Hercules, Prisoner of Evil              | 1963 | Reg Park        | [ 1 ] |
| Ercole sfida Sansone                    | 1963 | Kirk Morris     | [ 1 ] |
| Hercules the Avenger                    | 1964 | Reg Park        | [ 1 ] |
| Hercules vs. Ulysses                    | 1962 | Mike Lane       | Cunoscut și ca Ulysses Against the Son of Hercules                                                                     |
| The Loves of Hercules                   | 1960 | Mickey Hargitay | Cunoscut și ca Hercules vs. the Hydras                                                                                 |

## Seriale TV
Hercule a fost, de asemenea, prezentat în următoarele seriale TV:
- The Mighty Hercules (1963-1966)
- Hercules: The Legendary Journeys (1995-1999)
- Hercules: The Animated Series (1998-1999)
- Young Hercules (1998-1999)
- Atlantis (2013-2015)

## Vezi și
- Listă de filme bazate pe mitologia greco-romană